# 加里宁格勒琥珀博物馆
加里寧格勒琥珀博物館（俄語：Музей янтаря）是一座位於俄羅斯加里寧格勒市專門用於收藏和展示琥珀的博物館。它坐落在市中心的Verkhneye湖岸上。博物館始建于1972年。

## 历史
開館於1979年，馆藏超過6000件。該博物館位于一座重建的條頓城堡中，占用了城堡的一部分。这座城堡最初由卡爾·弗里德里希·埃米爾·祖·多納·施洛比滕在拿破崙戰爭期间建造。
展品中包括世界第二大的琥珀和一件高4英尺（1.2米）的花瓶（此瓶被命名为“富足”，The Abundance）。另外还有包裹着动物和植物的琥珀，数量超过3000件。